# Saně na Zimních olympijských hrách 2002
Jízda na saních na Zimních olympijských hrách 2002 v Salt Lake City.

## Medailové pořadí zemí
| Pořadí | Země                         | Zlato | Stříbro | Bronz | Celkově |
| ------ | ---------------------------- | ----- | ------- | ----- | ------- |
| 1.     | Německo (GER)                | 2     | 2       | 1     | 5       |
| 2.     | Itálie (ITA)                 | 1     | 0       | 0     | 1       |
| 3.     | Spojené státy americké (USA) | 0     | 1       | 1     | 2       |
| 4.     | Rakousko (AUT)               | 0     | 0       | 1     | 1       |
|        | Celkem                       | 3     | 3       | 3     | 9       |

## Medailisté

### Muži
| Disciplína  | Zlato                                            | Výkon    | Stříbro                                                      | Výkon    | Bronz                                                   | Výkon    |
| ----------- | ------------------------------------------------ | -------- | ------------------------------------------------------------ | -------- | ------------------------------------------------------- | -------- |
| jednotlivci | Armin Zöggeler · Itálie (ITA)                    | 2:57,941 | Georg Hackl · Německo (GER)                                  | 2:58,270 | Markus Prock · Rakousko (AUT)                           | 2:58,283 |
| dvojice     | Patric Leitner a Alexander Resch · Německo (GER) | 1:26,082 | Mark Grimmette a Brian Martin · Spojené státy americké (USA) | 1:26,216 | Chris Thorpe a Clay Ives · Spojené státy americké (USA) | 1:26,220 |

### Ženy
| Disciplína    | Zlato                        | Výkon    | Stříbro                                 | Výkon    | Bronz                              | Výkon    |
| ------------- | ---------------------------- | -------- | --------------------------------------- | -------- | ---------------------------------- | -------- |
| jednotlivkyně | Sylke Ottová · Německo (GER) | 2:52,464 | Barbara Niedernhuberová · Německo (GER) | 2:52,785 | Silke Kraushaarová · Německo (GER) | 2:52,865 |